# Хиршпрунг, Пинхас
Пинхас Хиршпрунг (англ. Pinchas Hirschprung, ивр. פנחס הירשפרונג‎, 1912, Польша — 1998, Монреаль, Квебек) — польско-канадский раввин, посек и рош-иешива; занимал пост главного раввина Монреаля с 1969 года до своей смерти.

## Биография

### Ранние годы
Пинхас Хиршпрунг родился в 1912 году в семье Леи (урождённой Земин) и раввина Хаима Хиршпрунга в галицийском местечке Дукля (ныне находящемся в Польше). Его дед, раввин Довид Цви (Тевли) Зехмин, чортковский хасид, наиболее известен своей работой «Сефер минхат солет», служил городским ав-бет-дином (старшим судьёй). Земин был учителем раввинов Йекусиэля Иегуды Хальберштама и Яакова Лейзера из Клаузенбургской и Пшеворской хасидских династий соответственно. Через своего прадеда по материнской линии, Йосефа Моше Тейхера, Хиршпрунг был прямым потомком Соломона Лурии и Саула Валя Катценелленбогена.
Хиршпрунг получил раннее религиозное образование от своего деда, а позже стал учеником раввина Меира Шапиро в иешивате Хахмей Люблин. Он якобы написал свой первый сефер, «При Пинхас», в возрасте 13 лет и, по словам раввина Шапиро, в юности знал наизусть все 2200 страниц Талмуда. Он также овладел польским, немецким и латинским языками. Хиршпрунг начал преподавать в ешиве после своего рукоположения в 1932 году и стал главой приёмной комиссии после смерти Шапиро в октябре следующего года.
В начале Второй мировой войны раввин Хиршпрунг тайно перебрался из оккупированной нацистами Польши в Литву. Оттуда он сбежал в Кобе, Япония, где оставался в течение девяти месяцев. Осенью 1941 года он уехал в Шанхай, а оттуда в Северную Америку, наконец прибыв в Монреаль 23 октября 1941 года.

### Карьера
Вскоре после своего прибытия в Канаду раввин Хиршпрунг принял должности раввина синагоги Адат Йешурун на улице Святого Урбена и рош-иешивы в недавно основанной ешиве Мерказ ха-Тора. Он также стал участвовать в делах Ваад ха-Ир (Совет еврейской общины) Монреаля.
В 1944 году он опубликовал автобиографические мемуары о своём побеге из Европы, которые публиковались с мая по август в идишской ежедневной газете Der Keneder Adler и позже в том же году были опубликованы в виде книги.
В 1953 году раввин Хиршпрунг восстановил монреальскую школу для девочек Бейс Яаков, которая после его смерти была переименована в Бейс Яаков д’Рав Хиршпрунг в его честь. В 1965 году он был назван рош-ешивой Томхей Тмимим Любавич, а в 1969 году сменил Шиа Хершорна на посту главного раввина Монреаля.
Пинхас Хиршпрунг умер 25 января 1998 года. Его жена, Альта Хая Хиршпрунг, умерла 4 марта 2012 года. Они похоронены на кладбище Хесед-Шель-Эмес в Монреале.